# Astro Mari
Astro Mari (Olbia, 23 gennaio 1911 – Roma, 22 agosto 1988) è stato un clarinettista, paroliere e compositore italiano.

## Biografia
A quindici anni si imbarca su una nave come mozzo; al ritorno a Cagliari si iscrive al Conservatorio e si diploma in clarinetto.
Negli anni trenta si trasferisce a Roma ed inizia a collaborare con molti musicisti e cantanti, ottenendo un buon successo nel 1943 con Valzer di ogni bambina, per il film Incontri di notte di Nunzio Malasomma; nel dopoguerra, dal 1949, diventa uno dei parolieri di fiducia di Claudio Villa.
Partecipa al Festival di Sanremo 1951 con Sedici anni, interpretata da Achille Togliani, e al Festival di Sanremo 1957 con La più bella canzone del mondo, presentata dalla coppia Gino Latilla e Nunzio Gallo e reinterpretata anche da Claudio Villa nel suo album VII Festival della canzone - Sanremo 1957, pubblicato nello stesso anno.
È autore del testo di Baldo Baldo (Arcibaldo),un successo di Pippo Starnazza,con musica di Enzo Ceragioli.
Nei decenni successivi si dedica alla composizione di poesie, pubblicando alcune raccolte tra cui Rimario del canzoniere italiano e, nel 1976, Poeta canterino.
Dopo la sua morte la sua città natale, Olbia, gli dedica una strada.
Alla Siae risultano depositate a suo nome 438 canzoni.

## Le principali canzoni scritte da Astro Mari
| Anno | Titolo                                 | Autori del testo             | Autori della musica               | Interpreti                                                        |
| ---- | -------------------------------------- | ---------------------------- | --------------------------------- | ----------------------------------------------------------------- |
| 1939 | Piccola santa                          | Astro Mari                   | Eldo Di Lazzaro                   | Oscar Carboni, Carlo Buti, Luciano Tajoli, Luciano Virgili        |
| 1940 | Ho sognato la pace                     | Astro Mari                   | Eldo Di Lazzaro                   | Ada Algisi con il Duo Foldman                                     |
| 1940 | Baldo Baldo (Arcibaldo)                | Astro Mari                   | Enzo Ceragioli                    | Pippo Starnazza                                                   |
| 1940 | Addio Juna                             | Astro Mari                   | Vincenzo Raimondi, Costante Falpo | Carlo Buti                                                        |
| 1940 | Tiro a campare                         | Astro Mari                   | Enzo Ceragioli                    | Carlastella                                                       |
| 1940 | Io con te...(tu con me)                | Astro Mari                   | Enzo Ceragioli                    | Trio vocale Passatore                                             |
| 1940 | Marion                                 | Astro Mari                   | Enzo Ceragioli                    | Nino Amorevoli                                                    |
| 1942 | Accanto al pianoforte                  | Astro Mari                   | Enzo Ceragioli                    | Trio Lescano e Carlastella                                        |
| 1943 | Valzer di ogni bambina                 | Astro Mari                   | Eldo Di Lazzaro                   | Ernesto Bonino e Silvana Fioresi, Luciano Tajoli e Nino Amorevoli |
| 1947 | Valzer di signorinella                 | Astro Mari e Eldo Di Lazzaro | Eldo Di Lazzaro                   | Luciano Tajoli e Carlo Buti                                       |
| 1948 | Sul mio pianoforte...(il tuo ritratto) | Astro Mari                   | Enzo Ceragioli                    | Carlastella                                                       |
| 1951 | Sedici anni                            | Astro Mari                   | Livio Gambetti e Mario Mariotti   | Achille Togliani                                                  |
| 1957 | La più bella canzone del mondo         | Astro Mari                   | Gino Filippini                    | Gino Latilla e Nunzio Gallo                                       |
| 1966 | Senza amore                            | Astro Mari e Mogol           | Danny Small                       | Gino                                                              |